# Karmela Špoljarić
Karmela Špoljarić (Zagreb, 1967.), hrvatska književnica, koja piše prozne i dramske tekstove. 

## Životopis
Karmela Špoljarić rođena je u Zagrebu, maturirala je 1986. u Školi primijenjene umjetnosti i dizajna. Diplomirala je kroatistiku i južnoslavenske filologije na Filozofskom fakultetu u Zagrebu, a magistrirala na poslijediplomskom znanstvenom studiju književnosti 1999. na temu „Poetika postmodernizma u djelima hrvatskih borgesovaca“. Piše prozne i dramske tekstove, a bavi se i uređivanjem tekstova. Živi i radi u Zagrebu i na Krku, u Omišlju.

## Književni rad
Uz pisanje i uređivanje, Karmela Špoljarić vodi i razvija posebne radionice kreativnog pisanja. Autorica je nekoliko autorskih projekata, tijekom 2013. godine osmislila je i pokrenula prvu Dopisnu radionicu kreativnog pisanja Kako početi, u trajanju od tri mjeseca. Također je autorica radionice bajki za odrasle, “Bajkanje - putujuća radionica pisanja bajki“. Koautorica je tekstualno-vizualnog projekta Izložba priča s kojim je gostovala u nekoliko hrvatskih gradova te kreativno-terapijske radionice 4priče.put. Održava i vikend radionice pisanja „Kako početi“ i „Volimo priče, jer“.
Od 2010. godine objavljuje pripovijetke na Trećem programu Hrvatskog radija i u književnim časopisima. Za tinejdžersku dramu "Nula kuna po minuti" 2011. godine dobila je nagradu Ministarstva kulture „Marin Držić“. U svibnju 2013. objavila je roman „Nije ovo Twin Peaks“ (AGM), za kojeg je 2014. dobila nagradu DHK „Slavić". 

## Djela
- Nije ovo Twin Peaks, roman, AGM, 2013.
- Nula kuna po minuti, tinejdžerska drama 2011.
- Pazi što ćeš poželjeti, zbirka priča, CeKaPe – Centar za kreativno pisanje, 2013.
- Major Tom, roman, Hena com, 2014.
- Rašomon, roman, Hena com, 2020.
- Ringišpil, zbirka priča, Hena com, 2021.

## Nagrade
- 2011.: Nagrada "Marin Držić" Ministarstva kulture RH
- 2014.: Nagrada Dana hrvatske knjige "Slavić"[3]

## Zanimljivosti
Voli putovati i fotografirati, a njezine su fotografije na naslovnicama Rašomona i Ringišpila. Živi i radi u Zagrebu i na Krku.

## Vanjske poveznice
- Magični realizam u "Nije ovo Twin Peaks", Večernji list, 24. SVIBNJA 2013. Pristupljeno 31. kolovoza 2022.